# Communauté de communes des Vallées du Clain
La  Communauté de communes des Vallées du Clain est une communauté de communes française, située dans le département de la Vienne et la région Nouvelle-Aquitaine.

## Histoire
La communauté de communes est issue de la fusion des communautés de communes Vonne et Clain et de La Villedieu-du-Clain.

## Territoire communautaire

### Géographie
Située au centre  du département de la Vienne, la communauté de communes des Vallées du Clain regroupe 16 communes et présente une superficie de 373,3 km2.

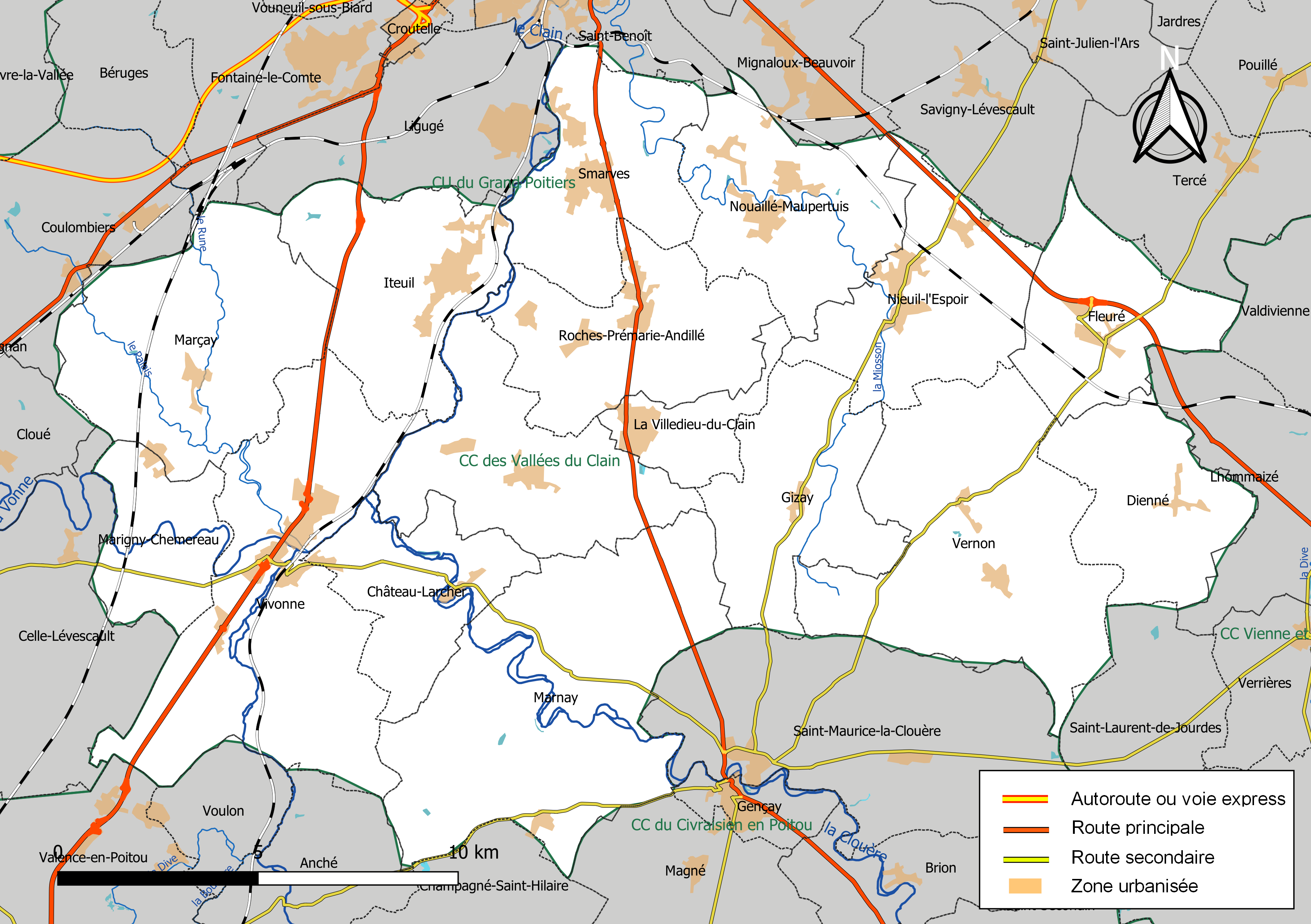
Carte de la communauté de communes des Vallées du Clain au 1er janvier 2019.

### Composition

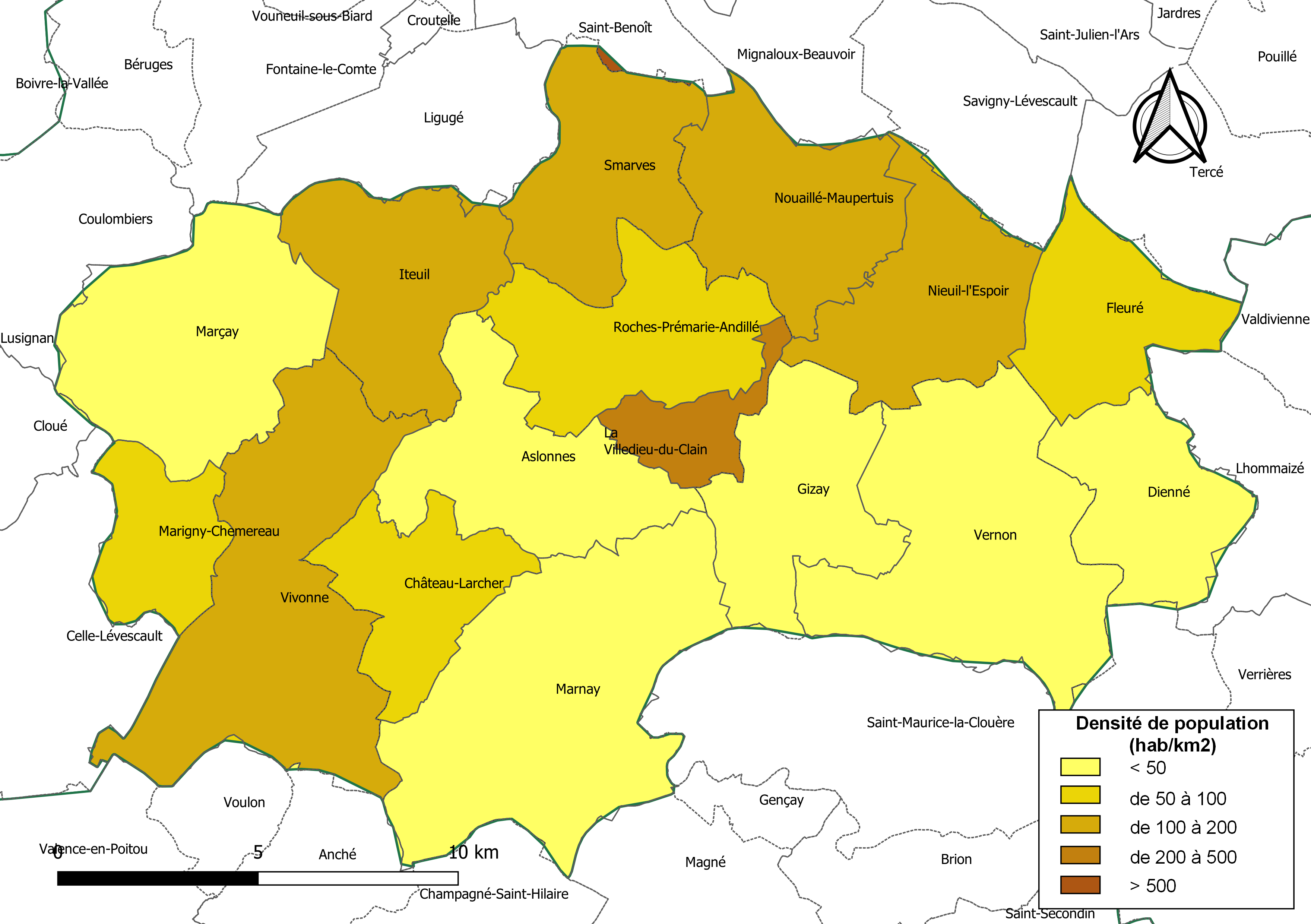
Carte des densités de population (millésimée 2016) des communes de la communauté de communes des Vallées du Clain. Composition en communes au 1er janvier 2019.

La communauté de communes est composée des 16 communes suivantes :

| Nom                           | Code Insee | Gentilé       | Superficie (km2) | Population (dernière pop. légale) | Densité (hab./km2) |
| ----------------------------- | ---------- | ------------- | ---------------- | --------------------------------- | ------------------ |
| La Villedieu-du-Clain (siège) | 86290      | Villedieusois | 7,16             | 1 526 (2022)                      | 213                |
| Aslonnes                      | 86010      | Aslonnois     | 23               | 1 130 (2022)                      | 49                 |
| Château-Larcher               | 86065      |               | 15,35            | 1 046 (2022)                      | 68                 |
| Dienné                        | 86094      | Diennois      | 16,56            | 583 (2022)                        | 35                 |
| Fleuré                        | 86099      | Fleuréens     | 16,68            | 1 108 (2022)                      | 66                 |
| Gizay                         | 86105      | Gizayens      | 20,76            | 364 (2022)                        | 18                 |
| Iteuil                        | 86113      | Iteuillais    | 22,05            | 2 989 (2022)                      | 136                |
| Marçay                        | 86145      |               | 30,32            | 1 119 (2022)                      | 37                 |
| Marigny-Chemereau             | 86147      | Marigniens    | 11,51            | 603 (2022)                        | 52                 |
| Marnay                        | 86148      | Marnaisiens   | 45,1             | 714 (2022)                        | 16                 |
| Nieuil-l'Espoir               | 86178      | Nieuilois     | 20,64            | 2 680 (2022)                      | 130                |
| Nouaillé-Maupertuis           | 86180      | Nobiliens     | 22,13            | 2 955 (2022)                      | 134                |
| Roches-Prémarie-Andillé       | 86209      | Rocprémaliens | 22,37            | 2 174 (2022)                      | 97                 |
| Smarves                       | 86263      | Smarvois      | 20,09            | 2 941 (2022)                      | 146                |
| Vernon                        | 86284      | Vernonais     | 38,38            | 721 (2022)                        | 19                 |
| Vivonne                       | 86293      | Vivonnois     | 41,16            | 4 505 (2022)                      | 109                |

### Démographie
| 1968   | 1975   | 1982   | 1990   | 1999   | 2006   | 2011   | 2016   | 2018   |
| ------ | ------ | ------ | ------ | ------ | ------ | ------ | ------ | ------ |
| 11 415 | 13 585 | 16 674 | 19 195 | 20 671 | 22 040 | 24 569 | 26 284 | 26 673 |

## Jumelage
La Communauté de communes de la Région de La Villedieu-du-Clain dont elle est issue est jumelée avec Wachtberg en Allemagne et Bernareggio en Italie.

## Administration
| Période                                  | Période  | Identité           | Étiquette | Qualité                                                                |
| ---------------------------------------- | -------- | ------------------ | --------- | ---------------------------------------------------------------------- |
| janvier 2014                             | en cours | Gilbert Beaujaneau | LR        | Conseiller départemental du Canton de Vivonne Maire de Nieuil-l'Espoir |
| Les données manquantes sont à compléter. |          |                    |           |                                                                        |